# HD 330075
HD 330075 ist ein ca. 160 Lichtjahre von der Erde entfernter Gelber Zwerg mit einer Rektaszension von ca. 15 h 50 m und einer Deklination von ca. −49° 58'. Er besitzt eine scheinbare Helligkeit von 9,4 mag. Im Jahre 2003 entdeckte Michel Mayor einen extrasolaren Planeten, der diesen Stern umkreist. Dieser trägt den Namen HD 330075 b.